# Banlas
Banlas fou una thikana o jagir de l'antic principat de Mewar.
El territori fou governat per un thakur (noble) descendent del maharana Sangram Singh II (1716-1734), del qual es van originar cinc cases (havelis). Aquestos thakurs són membres del clan sesòdia dels rajputs i pertanyen a la noblesa de tercera classe de Mewar.